# Sentilly

Sentilly este o comună în departamentul Orne, Franța. În 1 ianuarie 2018 avea o populație de 129 de locuitori.